# 史上最強の移動遊園地 ドリカムワンダーランド '95★50万人のドリームキャッチャー
『史上最強の移動遊園地 ドリカムワンダーランド '95★50万人のドリームキャッチャー』（しじょうさいきょうのいどうゆうえんち ドリカムワンダーランド ナインティーファイブ ごじゅうまんにんのドリームキャッチャー）は、DREAMS COME TRUEのライブビデオ。VHS・LDは1995年12月1日、DVDは2000年12月6日発売。発売元はエピックレコードジャパン。

## 解説
- DREAMS COME TRUE史上初の野外ツアーとなった史上最強の移動遊園地 DREAMS COME TRUE WONDERLAND 1995の模様を映像化。
- 当時の野外公演では破格の規模となる200m越えのステージを用いて、全国5か所10公演で50万人を動員。また初のセンターステージで行われた。
- ダンサーとして、当時ZOOのメンバーだったHIROが出演している。
- 演出と振付にはマイケル・ジャクソンのコンサート演出などを手掛け、マイケルの没後に発表された『マイケル・ジャクソン THIS IS IT』でも監督を務めたケニー・オルテガが参加している。
- LDは、「TORIDGE&LISBAH」までがA面、「LOVE LOVE LOVE」以降がB面となっている。
- DVDには、特典映像として吉田美和の「パレードは行ってしまった」のビデオクリップ、「WONDERLAND '95」のデータを収録。
- 公演で披露された曲の内、一部の曲が収録されていない。吉田美和がひまわりの衣装を着用して披露された「STILL」は、後に開催された展示イベント「UN-FORGETTABLE」展で展示上映されたが当時の所属事務所やレコード会社などの権利上の問題もあり、未だに一般流通していない。※再発盤のDVDについても同様。
- 2025年3月23日に、NHK BS プレミアム4Kにて、本作品を最新リマスターした映像が放送された。（同年4月29日にはNHK BSでも放送）

## 収録曲
1. 決戦は金曜日
2. THE GREATEST HITS
［Eyes to me〜go for it!〜うれしはずかし朝帰り〜DA DIDDLY DEET DEE〜晴れたらいいね〜あなたにサラダ〜Ring! Ring! Ring!］
3. LOVE GOES ON…
4. 眼鏡越しの空
5. 悲しいKiss
6. 沈没船のモンキーガール
7. TORIDGE&LISBAH
8. LOVE LOVE LOVE
9. すき
10. 恋の罠しかけましょ〜FUNK THE PEANUTSのテーマ〜 / FUNK THE PEANUTS
11. IT'S SO DELICIOUS
12. DO YOU WANNA DANCE?!
［SAYONARA〜彼は友達〜あなたに会いたくて〜LOVETIDE］
13. あの夏の花火
14. うれしい！たのしい！大好き！
15. サンキュ.

## セットリスト
1. A theme of the WONDERLAND
2. 決戦は金曜日
3. Eyes to me
4. go for it!
5. うれしはずかし朝帰り
6. DA DIDDLY DEET DEE
7. 晴れたらいいね
8. あなたにサラダ
9. Ring! Ring! Ring!
10. LOVE GOES ON...
11. 眼鏡越しの空
12. 星空が映る海
13. 時間旅行
14. Goodbye, Darlin'
15. 忘れないで
16. 悲しいKiss
17. STILL
18. 薬指の決心
19. 沈没船のモンキーガール
20. TORIDGE & LISBAH
21. すき
22. LOVE LOVE LOVE
23. Transition 2
24. 恋の罠しかけましょ ～FUNK THE PEANUTSのテーマ～
25. IT'S SO DELICIOUS
26. SAYONARA
27. 彼は友達
28. あなたに会いたくて
29. LOVETIDE
30. あの夏の花火
31. 未来予想図II (ENCORE)
32. うれしい！たのしい！大好き！(ENCORE)
33. サンキュ. (ENCORE)